# Miyawaka (Fukuoka)
(Miyawaka (宮若市, Miyawaka-shi) é uma ciedad localizada na Prefeitura de Fukuoka, Japão.
A partir de 1 de abril de 2017, a cidade possui população de 27.544 e uma densidade populacional de 200 pessoas por km2. A área total é 139.99 km2.
A cidade moderna de Miyawaka foi criada em 11 de fevereiro de 2006, a partir da fusão das cidades de Miyata e Wakamiya (ambas de Kurate (distrito)).
Desde fevereiro de 1991, a fábrica de Toyota Motor Kyushu, Inc. é sedeada em Miyawaka, construindo os modelos Toyota e Lexus.
Um festival de vaga-lume é realizado no Nishikura no Oka Sports Park. No início de junho, muitos vagalumes dançam em torno de todo o parque!